# Glossemática
Glossemática é a teoria da linguagem, elaborada pelo lingüista dinamarquês Louis Hjelmslev, tendo por colaborador Hans Jorgen Uldall, segundo a qual a língua deve ser estudada com um fim em si mesma, livre de considerações fisiológicas, sociais, literárias etc. As demais teorias, até então, não fugiram a tais considerações, tratando, pois, a língua como um meio de algo, sem constituir um sistema autônomo. 
A teoria lingüística de Hjelmslev foi estudada, sobretudo, pelo Círculo Lingüístico de Copenhague. Trata-se da primeira teoria semiótica e acabada, responsável na formação da semiótica na França, segundo Greimas.